# Witold Drożdż
Witold Drożdż (ur. 1974) – polski menedżer, prawnik i urzędnik państwowy, z wykształcenia prawnik i magister stosunków międzynarodowych, w latach 2007–2010 podsekretarz stanu w Ministerstwie Spraw Wewnętrznych i Administracji oraz pełnomocnik rządu ds. współpracy z systemem z Schengen.

## Życiorys
W 1998 ukończył studia magisterskie z zakresu stosunków międzynarodowych na Wydziale Dziennikarstwa i Nauk Politycznych Uniwersytetu Warszawskiego, a w 2005 – studia prawnicze na Wydziale Prawa i Administracji UW. W 2015 został absolwentem Stanford Executive Program na Stanford University (USA).
W 1997 bez powodzenia ubiegał się o mandat posła na Sejm w okręgu podwarszawskim z listy Akcji Wyborczej Solidarność. W latach 1997–1999 pracował jako doradca ds. zarządzania kryzysowego i zarządzania służbami mundurowymi w Ministerstwie Spraw Wewnętrznych i Administracji. Następnie rozpoczął karierę menedżerską: od 2000 do 2001 był dyrektorem zarządzającym w Totalizatorze Sportowym, od 2001 do 2002 dyrektorem korporacyjnym w firmie ubezpieczeniowej, od 2005 do 2007 dyrektorem ds. bezpieczeństwa w Polkomtelu. Od 2003 do 2006 był dyrektorem Związku Przedsiębiorstw Leasingowych. Zasiadał w radach nadzorczych spółek z udziałem Skarbu Państwa, m.in. STOEN SA i Zespołu Elektrowni Ostrołęka. Członek Rady Klubu Absolwentów Uniwersytetu Warszawskiego oraz Polskiego Towarzystwa Informatycznego. Był założycielem  Stowarzyszenia Administratorów Bezpieczeństwa Informacji oraz polskiego oddziału Stowarzyszenia Rozwoju Systemów Zarządzania Bezpieczeństwem Informacji ISMS. Laureat nagród „Infostat” z 2009 i „Ambasador Gospodarki Cyfrowej” z 2008.
16 listopada 2007 powołany na stanowisko podsekretarza stanu w MSWiA, odpowiedzialnego za rozwój społeczeństwa informacyjnego, informatyzację administracji publicznej, rejestry państwowe, sprawy obywatelskie i infrastrukturę teleinformatyczną. 26 listopada 2007 objął także funkcję Pełnomocnika Rządu do Spraw Przygotowania Organów Administracji Państwowej do Współpracy z Systemem Informacyjnym Schengen i Systemem Informacji Wizowej. Jako wiceminister był również wiceprzewodniczącym Komitetu Rady Ministrów ds. Informatyzacji i Łączności oraz przewodniczącym Międzyresortowego Zespołu ds. Realizacji Programu „Polska Cyfrowa”. zrezygnował ze stanowiska w dniu 8 marca 2010.
Członek Rady Naukowej w Naukowej i Akademickiej Sieć Komputerowej (NASK). Od 2010 do 2012 był wiceprezesem i p.o. prezesa w PGE Energia Jądrowa S.A. i PGE EJ 1. W latach 2012–2013 członek rad nadzorczych TP Teltech i Wirtualnej Polski. Od 2012 roku dyrektor wykonawczy w Orange Polska. Od 2015 członek Rady Fundacji Orange. Od 2016 członek Rady Głównej Business Centre Club.
Z dniem 1 listopada 2018 roku powołany do Zarządu Orange Polska jako Członek Zarządu ds. Strategii i Spraw Korporacyjnych. W marcu 2025 został powołany na stanowisko przewodniczącego Rady Nadzorczej spółki Polskie Elektrownie Jądrowe.
W 2013 prokuratura postawiła mu zarzuty związane z zatrudnieniem kadr przy informatyzacji i tworzeniu nowych dowodów osobistych (tzw. przestępstwo urzędnicze). W marcu 2018 został nieprawomocnie uniewinniony przez Sąd Rejonowy Warszawa-Mokotów.  23 listopada tego samego roku prawomocnie uniewinniony i oczyszczony z wszystkich zarzutów przez Sąd Okręgowy w Warszawie.

## Życie prywatne
Jest żonaty, ma córkę.